# Pedro de Zúñiga y Avellaneda
Pedro de Zúñiga y Avellaneda al. Estúñiga, al. Stúñiga, al. Stunica, nació por el año de 1448 y falleció el 5 de octubre de 1492, fue II conde de Miranda del Castañar, XI señor de Avellaneda, Aza, Fuente Almejir, Peñaranda de Duero, Íscar, Candeleda y otras villas, miembro de la casa de Zúñiga, consejero real de los Reyes Católicos y mariscal de Castilla.

## Filiación
Hijo de Diego López de Zúñiga, I conde de Miranda del Castañar y su primera esposa María Ochoa de Avellaneda, X señora de Avellaneda, Aza, Fuente Almejir, Peñaranda de Duero, Íscar, Candeleda y otras villas, hija heredera de Juan de Avellaneda, IX señor de Avellaneda, etc, alférez mayor del rey Juan II de Castilla y de su mujer Aldonza de Ayala.
Pedro se casó con Catalina de Velasco y Mendoza, hija de Pedro Fernández de Velasco, II conde de Haro, condestable de Castilla, y de su esposa Mencía de Mendoza y Figueroa, hija de Íñigo López de Mendoza, I marqués de Santillana, y de su esposa Catalina Suárez de Figueroa. Pedro y Catalina tuvieron varios hijos:
- Francisco de Zúñiga Avellaneda y Velasco, fue su heredero
- Juan de Zúñiga Avellaneda y Velasco, capitán de la Guardia Real del emperador del Sacro Imperio Carlos V, Rey de España, fiel consejero del emperador, preceptor y ayo del príncipe, el futuro Felipe II
- Catalina, esposa de Alonso Carrillo de Toledo, señor de Pinto y Caracena
- Íñigo López de Mendoza y Zúñiga, obispo de Burgos
- Aldonza, casada con Pedro López de Ayala, mariscal de Castilla
- Diego López de Zúñiga Avellaneda y Velasco, religioso franciscano, célebre escritor español

## Al servicio de los Reyes Católicos
Después de la reconciliación de los Zúñiga con los Reyes Católicos y firmadas las capitulaciones el 10 de abril de 1476 por Álvaro de Zúñiga y Guzmán, duque de Arévalo, conde de Plasencia, como pariente mayor de la Casa de Zúñiga, los Reyes Católicos, Isabel I de Castilla y Fernando II de Aragón lo nombraron por cédula real del 24 de febrero de 1477 su consejero real y mariscal de Castilla.

### Participación con su pendón y hueste en la guerra de Granada
Pedro tomó parte con su pendón y hueste en la guerra de Granada desde 1480 hasta su rendición y toma de Granada en 1492 al frente de uno de los ejércitos más disciplinados de aquel tiempo, organizado por él y a su costa. Participó en 1482 en la conquista, toma y socorro de la Alhama uniéndose a esta empresa a Rodrigo Ponce de León, Conde III de Arcos, a Diego de Merlo, asistente de Sevilla, Pedro Enríquez, adelantado mayor de Andalucía y los alcaides de Jerez, Carmona, Marchena, Arcos, Morón, Archidona y Antequera. La fortaleza de Zahara fue tomada por asalto el 28 de febrero de 1482.
En la primavera de 1485 se concentró en Córdoba el ejército unido de los Reyes Católicos y de los Grandes de Castilla. Pedro de Zúñiga, conde de Miranda, Álvaro II de Zúñiga, nieto del duque de Béjar, Pedro Fernández de Velasco y otros caballeros con sus huestes tomaron parte en la campaña de este año, conquistando toda la región oeste de Málaga y la plaza fuerte de Ronda, que se rindió el 22 de mayo de 1485.
En la campaña de 1487 el ejército unido de los Reyes Católicos y de los Grandes de Castilla, entre ellos Pedro y su sobrino Álvaro II de Zúñiga, se concentró en Córdoba y participó en el alarde del río de las Yeguas. El ejército unido salió el 7 de abril de Córdoba y desde el 16 de abril comenzó la conquista de Vélez Málaga, que se rindió el 27 de abril. Luego se puso sitio a Málaga del 7 de mayo al 18 de agosto, fecha en que se rindió. La capitulación final se firmó el 4 de septiembre de 1487. Pedro fue uno de los caballeros principales que conquistaron Málaga.
Los Reyes Católicos firman el 26 de octubre de 1488 la carta de apercibimiento para que todos los caballeros e hidalgos del reino se preparen para servir en la campaña del verano de 1489. Pedro de Zúñiga, conde de Miranda, participó también en la campaña de 1489. El rey Fernando II con el ejército unido de los Grandes de Castilla salió de Jaén el 27 de mayo. En su marcha camino a Baza conquistó Zújar. El cerco de Baza duró del 20 de junio hasta el 4 de diciembre que se rindió. La capitulación de Baza fue firmada el 10 de diciembre de 1489.
La carta de apercibimiento para servir en la campaña final de la guerra de Granada firman los Reyes Católicos el 31 de enero de 1491. Los Reyes Católicos con su corte parten de Sevilla el 11 de abril. El ejército unido entra en la Vega de Granada en la primavera de 1491, se libran escaramuzas, talas, y asedio de Granada desde el campamento de Santa Fe. Después de ocho meses de asedio se rindió y capituló Granada el 25 de noviembre de 1491. La ceremonia de la toma y entrega de Granada se realizó el 2 de enero de 1492.

## Vida señorial
Erigió en Peñaranda de Duero "el Rollo", como símbolo de jurisdicción y señorío de los Condes de Miranda. Es un monumento de estilo gótico en forma de aguja labrada con cabezas de león que amparan los escudos de los Zúñiga y de los Avellaneda.
Hizo reconstruir en Íscar, Provincia de Valladolid, el monumental castillo para la defensa de la zona.
Don Pedro falleció el 5 de octubre de 1492, a consecuencia de las heridas ganadas en la guerra de Granada. También fallecieron en ese año otros miembros de la alta nobleza que participaron en esta guerra: el 6 de enero Pedro Fernández de Velasco, conde de Haro, condestable de Castilla; el 8 de febrero Pedro Enríquez de Ribera, adelantado de Andalucía; el 25 de agosto Enrique de Guzmán, duque de Medina Sidonia; el 28 de agosto Rodrigo Ponce de León, marqués de Cádiz; el 2 de octubre Bernardino Vigil de Quiñones, conde de Luna; el 2 de noviembre Beltrán de la Cueva, duque de Alburquerque.
Su viuda, la condesa Catalina, concertó las capitulaciones matrimoniales con Gutierre de Cárdenas, Comendador Mayor de León en la Orden de Santiago, para casar a su hijo Francisco con María en 1495 en Burgos.